# Trickster Online
Trickster Online es un videojuego de rol multijugador masivo en línea gratuito desarrollado por Ntreev Soft (ahora SG Interactive) con gráficos 2D inspirados en la estética anime.

## Jugabilidad
La jugabilidad de Trickster Online trata principalmente sobre disparos, movimientos,  combates y en muchos otros comandos que son empleados por medio del ratón. La jugabilidad también incluye algunos "sistemas" que no son de combate, que son el sistema de Taladro (Drilling), con el que, el jugador perfora en ciertos tipos de terrenos en busca de objetos y EXP, y el sistema de Batalla con Tarjetas, que pone a dos personajes uno contra otro, en un juego de tarjetas, que son encontradas por varios medios durante la jugabilidad normal. El juego es actualmente lanzado en todas sus versiones como un MMORPG free-to-play (juego gratuito), pero con la función de tienda, con dinero en efectivo, también conocida dentro del juego como "Mi Tienda" (My Shop), que permite comprar objetos para utilidades dentro del juego a través de dinero real (cargos en tarjeta de crédito).

## Incremento de nivel
Existen dos sistemas de nivelación: base y TM. El porcentaje de la nivelación base es mostrado justo en la parte superior izquierda como una larga barra de color amarillo, y a su vez el respectivo nivel. Cuando uno alcanza un nivel, consigue cuatro puntos que puede asignar en 12 diferentes estadísticas (ver abajo) de la pantalla Mi Vista (My View).
El nivel base no solo es importante para volverse más hábil en las 12 diferentes estadísticas, sino también para adquirir objetos más poderosos. El porcentaje de nivel TM es mostrado en la parte superior de la ventana Habilidades (Skills) y bajo la barra de nivelación base (como una barra en color verde). Cuando uno alcanza un nivel en este sistema, obtiene un punto que puede usar para aprender una nueva habilidad, asignar a una habilidad para subir de nivel, dominarla, o simplemente guardarlo para después.

## Grupo
Existe un sistema especial de grupo dentro del juego. El principal beneficio de jugar en sistema de grupo es el multiplicar los puntos de experiencia que recibes hasta por 2,5 veces.
Hay cinco tipos de grupos. Un grupo Normal con 6 personas (el máximo de gente que puede haber en un grupo) es un insignificante 1,5 veces tu EXP normal. Un tipo de grupo consiste en algún tipo de clase (por ejemplo Fuerza (Power), Magia (Magic), Sentido (Sense), Carisma (Charm) y maximiza a 2 veces la experiencia normal adquirida. Otro tipo es el grupo Principiante, el cual no duplica la EXP ganada. Los dos últimos grupos maximizan a un multiplicador de EXP de 2,5. El primero de los dos es el grupo "Real" (Royal Party). un grupo Real consiste en por lo menos un personaje de cada clase (por ejemplo uno de fuerza, uno de magia, uno de sentido, uno de carisma) junto con otro personaje de cualquier empleo (Job). El último tipo de grupo es el Grupo Especial (Special Party), el cual consiste en que todos los miembros del grupo sean del mismo sexo (p.e. femenino/masculino) con la excepción de 2 sexos opuestos.
Los grupos solo pueden alcanzar su máximo multiplicador de EXP si todos sus miembros se encuentran en el mismo mapa, por ejemplo, si hay seis personas en un grupo Real, normalmente tendría un multiplicador de 2,5, pero si alguien más se encuentra en un mapa distinto, sólo sería un multiplicador de 2 hasta que esa persona regresase). El líder de grupo puede decidir la configuración del grupo, cómo la EXP será distribuida y si los objetos obtenidos pueden ser compartidos. Él/Ella puede seleccionar si la EXP no será compartida, si será compartida de manera equitativa, si los jugadores con más nivel obtendrán más EXP, o que ello sea decidido manualmente por el líder. Él/Ella puede también decidir si los objetos pueden ser recogidos por cualquiera en el grupo si es que alguien del mismo grupo lo obtuvo o si sólo se podrá recoger los objetos que cada quien individualmente obtenga. La última de las dos es mucho más popular, así no hay disputas entre los miembros del grupo. Existe un tablón de anuncios dentro del juego donde la gente puede reclutar por jugadores para formar un grupo o pedir la inclusión en algún grupo ya formado.
El participar en grupos hace el incremento de nivel mucho más fácil.

## Personajes
Hay 4 clases de personajes diferenciados por sus estadísticas primarias. Esas clases están entonces divididas hacia 8 personajes jugables, 2 bajo cada tipo de estadística y uno de cada sexo. Cada personaje está asociado con un animal y una profesión, la apariencia del personaje se ve reflejada por un conjunto de orejas y una cola que están previamente equipadas al momento de la creación del personaje. Personajes femenino y masculino del mismo tendrán habilidades exactamente semejantes.
De cualquier forma, después del segundo ascenso, las habilidades del personaje femenino y el masculino se ramificarán y diferenciarán de las del otro personaje; finalmente, al tercer ascenso, el personaje puede escoger enfocarse en su tipo de habilidades ('puro') o bifurcarse ('híbrido').
- Tipo Fuerza: Este tipo de personajes se enfoca en el combate físico. Incluye a los personajes Conejita (Bunny) (femenino) y Búfalo (Buffalo) (masculino). En primer empleo la Conejita es Colegiala (Schoolgirl), mientras que el Búfalo es Peleador (Fighter). En el segundo ascenso, la Conejita se convertirá en Boxeadora (Boxer) y tendrá habilidades enfocadas en el daño a un solo objetivo. El Búfalo ascenderá a Guerrero (Warrior) y se enfoca en hacer daño a múltiples objetivos a la vez. Para tercer empleo, el Boxeador puede convertirse en Campeón (Champion) o Duelista (Duelist); y el Guerrero puede convertirse en Gladiador (Gladiator) o Mercenario (Mercenary).
- Tipo Magia: Este tipo de personajes se enfoca en la conjuración de hechizos, ambos para combate y recuperación. Incluye a los personajes Oveja (Sheep) (femenino) y Dragón (Dragon) (masculino). En primer empleo de la Oveja es como Bibliotecaria (Librarian) y el del Dragón como Chamán (Shaman). En el segundo ascenso, la Oveja se convertirá en Bardo (Bard) y tendrá acceso a hechizos elementales. El Dragón se convertirá en Mago (Magician) y obtendrá hechizos que realizan daño basados en luz u oscuridad. El Bardo podrá ascender a convertirse en Maestro de Alma (Soul Master) o Brujo (Witch); el Mago podrá convertirse en Señor Oscuro (Dark Lord), Sacerdote (Priest) o hechicero (Wizard), quienes, respectivamente en el siguiente orden, se enfocan en oscuridad, luz, y magia balanceados.
- Tipo Sentido: Este tipo de personajes utiliza ataques de largo rango, también el tener bonificaciones al perforar, el uso de armas arrojadizas y armas de fuego. Incluye a los personajes Zorra (Fox) (femenino) y León (Lion) (masculino). En primer empleo de la Zorra es como Arqueóloga (Arqueologist) y el del León, Ingeniero (Engineer). En el segundo ascenso, la Zorra se convertirá en Exploradora (Explorer), siendo capaz de arrojar ciertos objetos desde lejos y tener habilidades que permiten muchas más bonificaciones al perforar. El León se convierte en Inventor (Inventor), quien tendrá más habilidades asociadas con armas de fuego. Para tercer empleo, el Explorador puede convertirse en Maestro Ladrón (Thief Master) o Señor Cazador (Hunter Lord); el Inventor puede convertirse en Científico (Scientist) o Ciber-cazador (Cyber Hunter).
- Tipo Carisma: Este tipo de personajes especial bonificación a la evasión y defensa. Incluye a los personajes Gata (Cat) (femenino) y Mapache (Raccoon) (masculino). En su primer empleo la Gata es Modelo (Model) y el Mapache, Profesor (Teacher). La Gata puede convertirse en Artista (Entertainer) después del segundo ascenso, será mucho más especializada con las habilidades que incrementan su resistencia. El Mapache se convertirá en Maestro de Tarjetas (Card Master), con varias habilidades que causan daño con tarjetas y otras que ayudan con la evasión después del ascenso. Para el tercer empleo, el Artista puede convertirse en Primadonna o Diva; el Maestro de Tarjetas en Apostador (Gambler) o Duque (Duke).

## Estadísticas
Las estadísticas y atributos de los personajes pueden ser vistos en la ventana Mi Vista (My View) durante el juego. Hay un total de 12 diferentes atributos que están agrupados, cada 3, bajo 4 encabezados de Fuerza (Rosa), Magia (Azul)), Sentido (Violeta) y Carisma (Amarillo).
Cada atributo le es asignado un nivel, indicando la competencia del personaje en ese atributo en particular. Para ganar un nivel en un atributo, las 4 puntos bajo el respectivo atributo deben ser llenadas, sólo así los jugadores verán un aumento en el valor de ese atributo respectivo.

## Habilidades
Cuando la nivelación TM sube de nivel, él/ella puede usar el punto ganado en alguna de las habilidades compradas. Para comprar una habilidad, el jugador debe ir a un santuario de habilidades para comprar una habilidad de un maestro de habilidad. Hay un maestro de habilidad por cada una de las cuatro clases. Una vez que un jugador compra una tarjeta de habilidad, él/ella debe usar esa tarjeta para que pueda ser aprendida la respectiva habilidad.
Los puntos de TM deben ser usados inicialmente para aprender una habilidad, y el nivel de TM de la persona también debe de ser lo suficientemente alto para aprender la habilidad. Una vez que una habilidad alcanza un cierto nivel al poner punto de TM en ella, la habilidad puede ser dominada para que sea mejorada, esto es también la última mejoría y provee un impulso más fuerte a la habilidad que cualquier otra mejora.
Para dominar una habilidad, el jugador debe ir con un maestro de habilidad, quien le dirá cuáles y cuántos objetos necesita conseguir, junto con el número de puntos de TM requeridos para dominar la habilidad. Cuando el jugador alcanza el nivel base de 50 y nivel de TM de 40, puede ser promovido al segundo empleo, donde puede acceder a más habilidades. Hay diferentes construcciones de habilidades para diferentes personajes en varios sitios web.

## Lanzamiento
La versión beta en inglés Trickster fue originalmente concebida para ser lanzada el 10 de julio de 2006 a las 12:00 a. m. EDT. Sin embargo, debido a problemas con el juego y juego SSO, tuvieron que retrasar el lanzamiento hasta el 24 de julio de 2006 a las 12:00 a. m. EDT. Una vez más, problemas con el SSO han supuesto nuevos retrasos. El funcionario "Final Delay" fue para 28 de julio de 2006 a las 5:00 a. m. hora del Este estadounidense, pero fue retrasado una vez más.
Game&game anunció un SSO "prueba del servidor" para Trickster, que inició el 30 de julio a las 20:00 , y terminó 31 de julio a la 1:00 a. m. EST. Durante esta prueba, anunciaron que el servicio de Trickster comenzaría a partir del 1 de agosto.
Después de extensas pruebas, Game&game finalmente fija una fecha de estreno de las 5:00 a. m. EST, 4 de agosto, para Trickster y varios de sus otros juegos basados en SSO. Trickster fue, de hecho, finalmente lanzado el 4 de agosto.
La versión en inglés de Trickster Online, después de su lanzamiento completo, (a finales de 2006) a través de su editorial Ntreev EE. UU., también ha contratado ilustrador estadounidense, Aleister DD Gilgrim (autor de la serie de historietas publicadas por Cemeterians SLG ) para completar un webcomic semanal (titulada 'Megalo Life', en referencia a la organización corporativa del juego de la empresa Megalo), así como otras ilustraciones y como contenido aún inéditos. El webcomic fue lanzado oficialmente en el sitio oficial Inglés Trickster Online el 4 de mayo de 2007 después de vista previa de varias bandas y de promoción que se publicaron a través de su oficial de MySpace y los blogs LiveJournal.
El 31 de diciembre de 2007 Megalo vida ha terminado con el número de expedición 34.
Trickster Online R.E.V.O.L.U.T.I.O.N fue lanzado el 22 de agosto de 2007. Trae nuevas mejoras y cambios tales como unas mejores mascotas de inicio base, actualizadas misiones de recién llegado, un proceso de creación de personajes nuevos y mucho más. Según Ntreev esto es sólo el comienzo de varios cambios que el juego tendrá.
El 1 de febrero Ntreev cambió su dirección a Trickster.ntreev.net debido a su nueva versión - Grand Chase.